# Wrangler (jeans)
Pour les articles homonymes, voir Wrangler.
Wrangler est une marque américaine de jeans, créée en 1947, actuellement la propriété de VF Corporation, qui détient également les marques Lee, The North Face, ou Timberland.

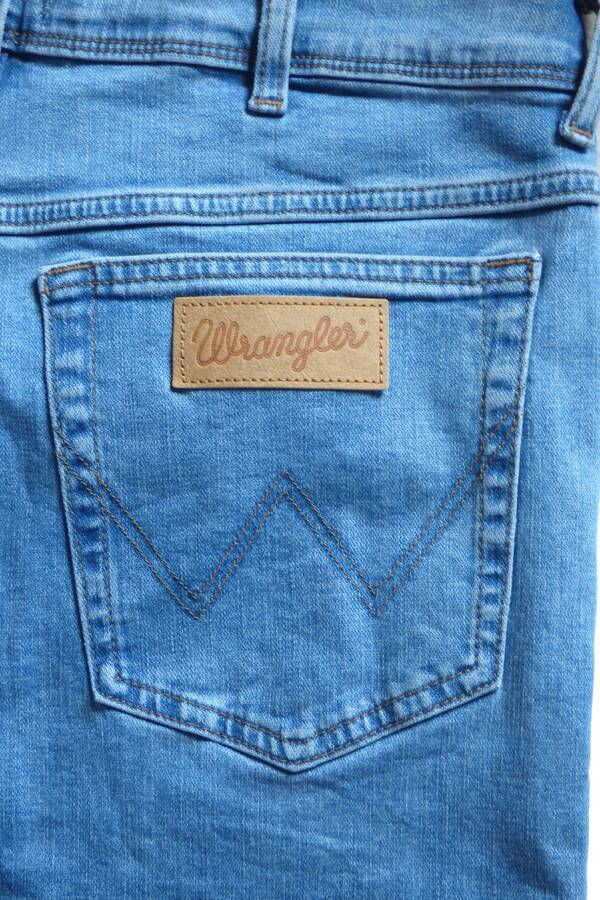
Poche arrière droite d'un jean Wrangler avec la lettre W brodée et l'inscription de la marque.

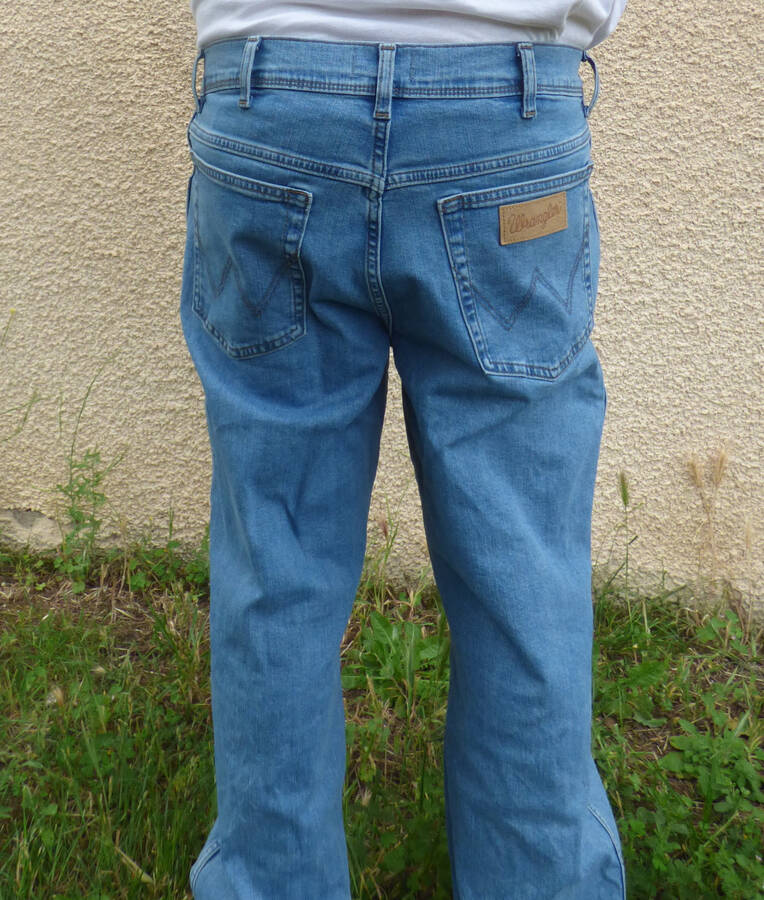
Un utilisateur de jean Wrangler.

Les jeans Wrangler ont été popularisés, associés à l'image du rodéo, par la firme Blue Bell dans le milieu des années 1940. Le nom Wrangler provient d'une catégorie de professionnels (cow-boys) dans les ranchs d'Amérique du Nord.

## Historique
L'histoire de la marque Wrangler est liée à celle de la firme Blue Bell bien que celle-ci n'en soit pas à l'origine.
En 1904, C.C. et Homer Hudson créent la société Hudson Overall Company à Greensboro, centre de développement de l'industrie textile et se lancent dans la production de vêtements de travail. En 1919, l'entreprise, en plein essor et vendant des vêtements en denim, est renommée Blue Bell Overall Company.
Rachetée en 1926 par la Big Ben Manufacturing Co., firme qui distribue les salopettes « Big ben », la nouvelle entité devient en 1936 la Blue Bell-Globe Manufacturing Company à la suite de sa fusion avec Globle⇔Globe Superior Co.[réf. nécessaire]
Participant à l'effort de guerre, l'entreprise connait un fort développement grâce aux commandes de l'armée (plus de 24 millions de pièces).
En 1943, la firme Blue Bell absorbe la Casey Jones Company, un fabricant sans grande envergure de vêtements de travail détenteur de la marque, confidentielle à l'époque, Wrangler.
En 1947, Blue Bell développe une nouvelle ligne en denim sous la marque Wrangler avec en porte-drapeau, le modèle de jeans, « coupe cow-boy » : 11MW. 
La marque est alors rendue populaire grâce aux acteurs de films western et aux amateurs de rodéo.
En 1986, Blue Bell fusionne avec VF Corporation.

## Production
En 1962, Blue Bell inaugure une usine en Belgique pour alimenter le marché européen en plein développement.
En 2005, la dernière usine détenue par la firme ferme aux États-Unis.

## Modèles emblématiques
Les modèles ayant fait date sont ceux développés à la sortie de la Seconde Guerre mondiale par le tailleur Bernard Lichtenstein (pl), connu sous le nom de « Rodéo Ben » :
- 1947 : jeans 11MW : premier jeans Blue Bell sous étiquette Wrangler. Les campagnes de publicité originelles montrent des stars du rodéo portant ce jeans sur une selle.
- 1949 : veste 11MJ : veste munie de nombreux plis d'aisance rivetés sur le devant et de pattes de serrage au dos.
- 1952 : jeans 13MWZ : dérivé du précédent, il est réalisé en toile denim à chevron de 13 oz, qui ne tourne pas au niveau des jambes comme un denim classique. Le modèle sera en 1974 désigné jeans officiel de la Rodeo Cowboy’s Association.

## Publicité
Pendant les Trente Glorieuses, de nombreuses publicités de la marques utilisent la figure du cow-boy de rodéo.
Antérieurement, pendant la guerre, les vêtements de travail Blue Bell sont promus avec le slogan « work clothes are war clothes! »